# LITAF
LITAF‏ (Lipopolysaccharide induced TNF factor) هوَ بروتين يُشَفر بواسطة جين LITAF في الإنسان.